# Erictoni
Segons la mitologia grega, Erictoni era el segon fill de Dàrdanos, rei de Dardània, i la seva muller Batia, filla de Teucre. Va succeir el seu pare, ja que el seu germà gran Ilos va morir prematurament.
Tot el que se sap d'Erictoni es basa en la Ilíada d'Homer (20.215-234) on diu:
Al començament Dàrdanos, fill de Zeus, va fundar Dardània, ja que Ilion encara no s'havia fundat perquè els homes hi visquessin, i la seva gent vivia als vessants del fèrtil Mont Ida. Dàrdanos tenia un fill, Erictoni, que era el més afortunat de tots els homes; tenia tres mil eugues que s'alimentaven pels prats d'aigua, elles i els seus poltres. (...) Erictoni era pare de Tros, rei dels troians, i Tros va tenir tres nobles fills; Ilos, Arsàrec i Ganimedes (qui era coper dels déus, agradava a Zeus per la seva bellesa i vivia entre els immortals)
El poeta grec Apol·lodor (segle ii aC) va afegir la història del seu germà gran Ilos, que morí jove. Molt probablement aquesta figura és homònim al net d'Erictoni i fundador de Troia, Ilos.
Segons Eratòstenes de Cirene a l'obra Catasterismes (un catàleg de 44 constel·lacions) 'Erictoni' —la nostra constel·lació del Cotxer— era fill d'Hefest i de Gea. Zeus l'hauria portat al cel quan va veure que era el primer dels homes a junyir un tronc de cavalls (inventor de la quadriga), per fer una conducció semblant a la d'Hèlios, i per ésser el primer a menar una processó a l'Acròpolis en honor d'Atena. Esmentant a Eurípides diu que el seu naixement va ser degut al fet que Hefest es va enamorar d'Atena i la va voler forçar. La deessa s'estimava més la seva virginitat i es va amagar a un indret de l'Àtica anomenat l'Hefesteu. Quan Hefest s'hi va ajuntar, ella el va colpir amb la seva llança. El semen s'escampà per terra, i d'aquest semen va néixer Erictoni. Eratòstenes també esmenta a Museu, qui diu que Zeus, quan va néixer, fou lliurat per Rea a Temis, qui encomanà el nadó a Amaltea que el donà a nodrir a la cabra —Capella, el diminutiu de cabra en llatí, l'estel principal de la constel·lació— filla d'Hèlios, animal tan terrible que els déus partidaris de Cronos van fer que Amaltea l'amagàs a una cova de Creta. Zeus va haver de lluitar amb els Titans, i va fer servir d'arma la pell de la cabra, que duia al mig de l'espinada el rostre de la Gòrgona, la qual cosa el feia invulnerable.